# Golden Air
Golden Air er et flyselskab fra Sverige. Selskabet har hovedkontor på Trollhättan-Vänersborgs Lufthavn ved den vest-svenske by Trollhättan. Selskabet blev etableret i 1976 og er ejet af shippingkoncernen Erik Thun AB.
Flyselskabet opererede i december 2011 ruten imellem Trollhättan-Vänersborgs Lufthavn og Stockholm-Bromma, som eneste ordinære rute i eget navn. Derudover drev Golden Air en række ruter for andre flyselskaber i Sverige og Finland under wet lease ordninger. Flyflåden bestod af 16 fly, hvoraf der var seks eksemplarer af ATR 72 og ni af typen Saab 2000.

## Historie
Selskabet blev grundlagt i september 1976, og opererede fra starten kun charter- og taxiflyvninger. Den 16. juli 1993 blev selskabet rekonstrueret og overtaget af den svenske koncern Erik Thun AB. Flyvningerne under den nye ledelse blev startet 15. august 1993.